# Крупе
Крупе (пол. Krupe) — село в Польщі, у гміні Красностав Красноставського повіту Люблінського воєводства. Населення — 725 осіб (2011).

## Положення
Село лежить за 10 км північніше від міста Красностава й за 20 км на південний захід від Холма. Через село проходить воєводська автотраса № 812. Замок Крупе знаходиться коло автотраси «Красностав — Рейок».

## Історія
Після 1434 року адміністративно селище Крупе входить до складу Руського воєводства Королівства Польського. Етнічно — Холмщина. 1464 року вперше згадується православна церква в селі.
Спочатку тут був невеликий укріплений дім садиби Крупських, їхнього родового гнізда (пол. dziedzictwo Krupskich). Потім, у 1492 р. шляхтич Єжи Крупський тут заснував замок (першу фортифікаційну споруду в північно-східній частині замку).
У 1577 р. замок Крупе був куплений в сімейну власність Ожеховських (Оріховських). У розпорядженні Оріховських замок залишався до 1644 р., після чого, їх власниками були: Самуель Зборовський, Самуель Гноїнський; Немирич, Бучацький-Творовський і Рей.
Ожеховські розширили замок і оточили його ровом з водою, спорудили розкішну резиденцію в стилі епохи Відродження. У першу чергу розширено було північно-західне крило. Будова була увінчана парапетом, арковими галереями на обох поверхах, кам'яними напів колонами, цегельними стовпами. У дворі замку були приміщення. Житлова частина оформлена в сусідній західній вежі. Південно-західне крило — закритий внутрішній двір, він збудований в 1604–1608 роки. Кімнати й зали замку — просторі. Крило увінчане парапетом. Фасад виконаний у техніці «Сграффіто». В'їзд у замок — через підйомний міст, далі через ворота можна в'їхати у великий двір. По кутах замку — бастіони, у стінах — оборонні амбразури. Над в'їзними воротами Самійло Зборовський встановив барельєф свого герба «Ястржембець», він же й побудував 7 веж замку. У 1648–1651 рр. архітектура замку була ушкоджена внаслідок військової діяльності козацького війська Богдана Хмельницького і кримських татар, а в 1655 р. — від нападу армії шведів (т. зв. польсько-шведська «Північна війна» 1655-1660 рр.). З 1670 г. до кінця XVIII століття не змогли відновити напівзруйнований маєток власники, що послідовно ним володіли: Немиричі, Бучацькі-Творовські і Реї (Ян Міхал Рей набув маєток правом «кадука» в 1774 році після смерті N. Бучацького-Творовського, який не мав нащадків).
Після 1795 р. село Крупе за адміністративним поділом входило у склад Російської імперії Царства Польського Люблінського воєводства, після 1837 р. — до Люблінської губернії гміни с. Руднік (пол. Rudka) Красноставського повіту (в рос. уезд), судового округу й поштової експедиції Красностав. У селі Крупе було Початкове училище «Крупське» (рос. Крупское) і церковна парафія (настоятель священик Антоній Носкович).
Наприкінці XVIII століття замок був відреставрований, і в 1779 році Ян Міхал Рей відновив маєток Крупе. У 1840 г. маєток перебудований у класичному стилі, садиба побудована з цегли й каменю, яка має багатий архітектурний вигляд.
У 1827 році в Крупому було 27 будинків і 137 жителів із національним складом — українці («русини» тогочасною мовою).

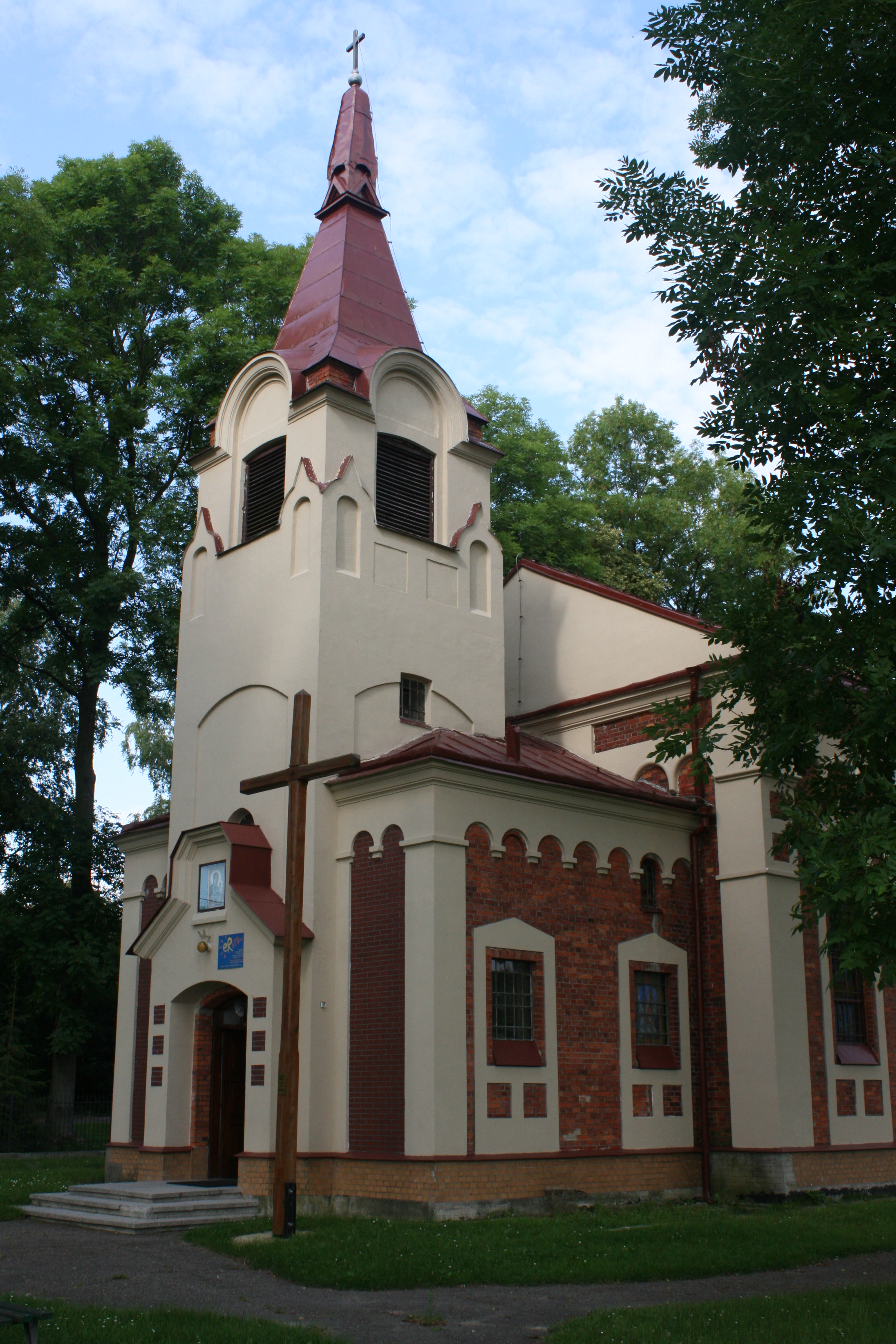
Колишня православна церква, тепер римо-католицький костел

За даними етнографічної експедиції 1869—1870 років під керівництвом Павла Чубинського, у селі здебільшого проживали греко-католики, які розмовляли українською мовою.
1872 року місцева греко-католицька парафія налічувала 444 вірян. Близько 1900 року зведена мурована православна церква (сьогодні римо-католицький костел). У 1905 році було 80 дворів і 987 жителів: 435 православних, 537 римо-католиків, 15 юдеїв. У селі діяла церква й гмінне училище.
У 1921 році село входило до складу гміни Рудка Красноставського повіту Люблінського воєводства Польської Республіки.
Під час Другої світової війни у селі діяла українська школа. Під час етнічних чисток поляки вбили 25 українців — жителів села, ще 30 українських родин були змушені покинути Крупе, а 450 осіб перейшло на римо-католицтво.
У 1975—1998 роках село належало до Холмського воєводства.
В 1962 р. залишки руїн замку й чудового баронського особняку частково були укріплені й оновлені. Музей м. Красностав зберігає 1500 експонатів із замку Крупе. Приватний власник займається відновленням колишньої ошатності замку Крупе, і туристична участь у двох подіях на рік у замку Крупе сприяє його відродженню. Державна влада Польщі (муніципалітет м. Красностав) його офіційно включили в туристичні маршрути, очищена територія, проводять підсвічування, у підніжжя замку є паркінг (вхід вільний). Біля замку в червні проходить фольклорний концерт і розвага пускання вінків на воду в ніч Івана Купала, у серпні проводиться ярмарок «Подзамче» (товари народного мистецтва й ремесел, регіональні страви кухні, молодіжні ансамблі, комедіанти й т.п.).

## Населення
За переписом населення Польщі 10 вересня 1921 року в селі налічувалося 89 будинків та 627 мешканців, з них:
- 306 чоловіків та 322 жінки;
- 331 православний, 269 римо-католиків, 27 юдеїв;
- 242 українці, 385 поляків.

У 1943 році в селі проживало 663 українці та 252 поляки.
У 2007 р. — 728 мешканців (360 жін. та 369 чол.).
Демографічна структура станом на 31 березня 2011 року:
|          | Загалом | Допрацездатний вік | Працездатний вік | Постпрацездатний вік |
| -------- | ------- | ------------------ | ---------------- | -------------------- |
| Чоловіки | 361     | 70                 | 246              | 45                   |
| Жінки    | 364     | 78                 | 203              | 83                   |
| Разом    | 725     | 148                | 449              | 128                  |

## Пам'ятки

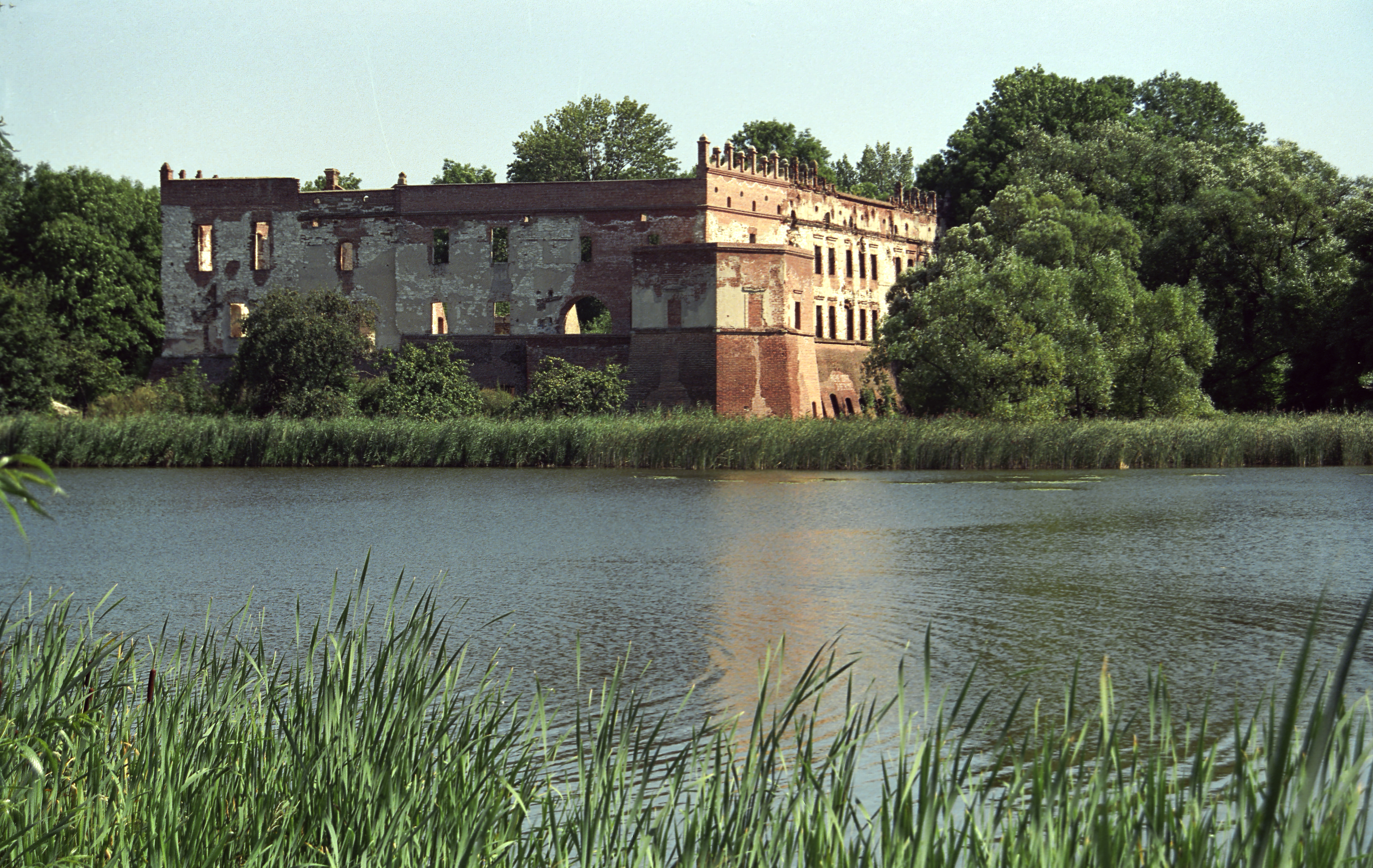
Замок у с. Крупе

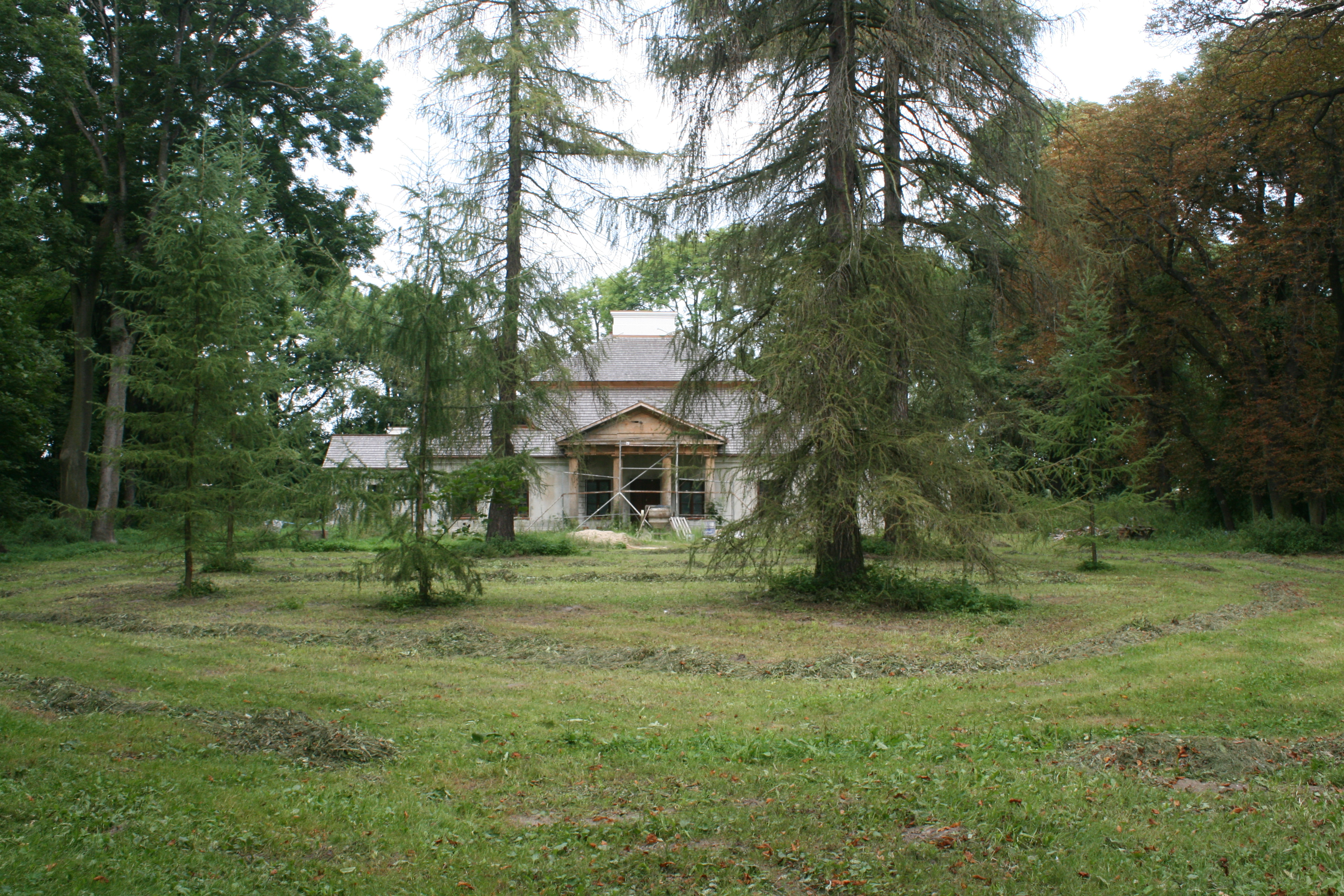
Маєток у с. Крупе

- Руїни замку XVI ст. (в державному реєстрі історичних пам'яток — KOBiDZ);
- Двір маєтку XVIII ст., розташований у парку поруч із замком;
- Стародавня кам'яна піраміда поблизу замку на горі (у лісі) — т. зв. «Аріанська могила».

## Освіта
У селі Крупе діє № 5 Гімназія середньої і початкової школи.